# Шимлеу-Сілванієй
Шимлеу-Сілванієй (рум. Șimleu Silvaniei) — місто у повіті Селаж в Румунії. Адміністративно місту підпорядковані такі села (дані про населення за 2002 рік):
- Бік (62 особи)
- Пуста (1454 особи)
- Чехей (1003 особи)

Місто розташоване на відстані 401 км на північний захід від Бухареста, 19 км на захід від Залеу, 78 км на північний захід від Клуж-Напоки.

## Населення
За даними перепису населення 2002 року у місті проживали 16 066 осіб.
Національний склад населення міста:
| Національність            | Кількість осіб | Відсоток |
| ------------------------- | -------------- | -------- |
| румуни                    | 10553          | 65,7%    |
| угорці                    | 4010           | 25,0%    |
| цигани                    | 1425           | 8,9%     |
| словаки                   | 39             | 0,2%     |
| німці                     | 14             | 0,1%     |
| серби                     | 3              | < 0,1%   |
| італійці                  | 3              | < 0,1%   |
| українці                  | 2              | < 0,1%   |
| євреї                     | 2              | < 0,1%   |
| турки                     | 1              | < 0,1%   |
| чехи                      | 1              | < 0,1%   |
| не вказали національність | 1              | < 0,1%   |

Рідною мовою назвали:
| Мова                  | Кількість осіб | Відсоток |
| --------------------- | -------------- | -------- |
| румунська             | 10713          | 66,7%    |
| угорська              | 4159           | 25,9%    |
| циганська             | 1130           | 7,0%     |
| словацька             | 35             | 0,2%     |
| німецька              | 7              | < 0,1%   |
| сербська              | 4              | < 0,1%   |
| італійська            | 3              | < 0,1%   |
| українська            | 1              | < 0,1%   |
| чеська                | 1              | < 0,1%   |
| не вказали рідну мову | 1              | < 0,1%   |

Склад населення міста за віросповіданням:
| Релігія                                       | Кількість осіб | Відсоток |
| --------------------------------------------- | -------------- | -------- |
| православні                                   | 9998           | 62,2%    |
| реформати                                     | 2580           | 16,1%    |
| римо-католики                                 | 1577           | 9,8%     |
| греко-католики                                | 985            | 6,1%     |
| баптисти                                      | 764            | 4,8%     |
| адвентисти                                    | 57             | 0,4%     |
| п'ятдесятники                                 | 40             | 0,2%     |
| старообрядці                                  | 8              | < 0,1%   |
| унітарії                                      | 6              | < 0,1%   |
| не релігійні                                  | 6              | < 0,1%   |
| лютерани (Синодально-пресвітеріанська церква) | 2              | < 0,1%   |
| мусульмани                                    | 1              | < 0,1%   |
| бретрени                                      | 1              | < 0,1%   |
| атеїсти                                       | 1              | < 0,1%   |
| не вказали релігію                            | 11             | 0,1%     |

## Зовнішні посилання
- Дані про місто Шимлеу-Сілванієй на сайті Ghidul Primăriilor [Архівовано 9 березня 2012 у Wayback Machine.]